# South Atlantic Express
South Atlantic Express (kurz: SAEx) ist ein 10.400 km langes Seekabel, das Südamerika und Afrika miteinander verbinden soll. Es soll im Frühjahr 2022 in Betrieb genommen werden.
Das Kabel verläuft dabei von Brasilien aus durch den südlichen Atlantischen Ozean nach Afrika und bindet dabei die Insel St. Helena, sowie die beiden Länder Namibia und Südafrika an. Mit dem South Atlantic Cable System wurde 2018 ein weiteres Seekabel in Betrieb genommen, das Südamerika mit Afrika verbindet. Stand November 2022 ist das SAEx-Seekabel noch nicht gebaut.

## Landepunkte
- Fortaleza, Brasilien
- Jamestown, St. Helena, Ascension und Tristan da Cunha
- Walvis Bay, Namibia
- Yzerfontein, Südafrika
- Mtunzini, Südafrika